# 터치스톤 작전
미국의 터치스톤 핵실험 시리즈(영어: United States's Touchstone nuclear test series)는 1987년부터 1988년까지 진행된 13회의 핵실험 시리즈이다. 이 실험은 머스킷티어 작전 시리즈 다음에, 코너스톤 작전 시리즈 이전에 진행되었다.

## 공동 검증 실험 (JVE)
이 시리즈에는 공동 검증 실험(JVE)의 일환으로 미-소 공동 실험인 터치스톤 키어사지가 포함되었다. JVE의 목적은 (TTBT)에 대한 각자의 준수 여부를 정확하게 원격으로 측정할 수 있도록 서로의 핵실험 장소에 대한 출력 데이터를 양측에 제공하는 것이었다.

## 핵실험 목록
| 이름                               | 날짜 시간 (UT)               | 현지 시간대  | 위치                                                                                | 표고 + 높이                              | 운반 방식 목적         | 장치 | 수율        | 낙진                       | 각주                                | 비고                        |
| ---------------------------------- | ---------------------------- | ------------ | ----------------------------------------------------------------------------------- | ---------------------------------------- | ---------------------- | ---- | ----------- | -------------------------- | ----------------------------------- | --------------------------- |
| 보레이트                           | 1987년 10월 23일 16:00:00.09 | PST (–8 hrs) | NTS Area U2ge 북위 37° 08′ 31″ 서경 116° 04′ 46″ / 북위 37.14185° 서경 116.07957°   | 1,294 m (4,245 ft) – 542.5 m (1,780 ft)  | 지하 수직갱, 무기 개발 |      | 38 kt       | 요오드-131 방출 감지, 0    | [ 4 ] [ 5 ] [ 6 ] [ 7 ] [ 8 ] [ 9 ] |                             |
| 웨이코                             | 1987년 12월 1일 16:30:00.09  | PST (–8 hrs) | NTS Area U3lu 북위 36° 59′ 47″ 서경 116° 00′ 19″ / 북위 36.99636° 서경 116.00533°   | 1,176 m (3,858 ft) – 182.9 m (600 ft)    | 지하 수직갱, 무기 개발 |      | 20 kt 미만  |                            | [ 7 ] [ 8 ] [ 9 ]                   |                             |
| 미션 사이버                        | 1987년 12월 2일 16:00:00.084 | PST (–8 hrs) | NTS Area U12p.02 북위 37° 14′ 05″ 서경 116° 09′ 51″ / 북위 37.2346° 서경 116.16425° | 1,926 m (6,319 ft) – 270.6 m (888 ft)    | 터널, 무기 효과        |      | 2 kt        |                            | [ 7 ] [ 8 ] [ 9 ]                   |                             |
| 컨빌                               | 1988년 2월 15일 18:10:00.089 | PST (–8 hrs) | NTS Area U20ar 북위 37° 18′ 52″ 서경 116° 28′ 21″ / 북위 37.31431° 서경 116.47253°  | 1,899 m (6,230 ft) – 541.6 m (1,777 ft)  | 지하 수직갱, 무기 개발 |      | 60 kt       |                            | [ 7 ] [ 8 ] [ 9 ]                   |                             |
| 아빌린                             | 1988년 4월 7일 17:15:00.078  | PST (–8 hrs) | NTS Area U3mn 북위 37° 00′ 47″ 서경 116° 02′ 43″ / 북위 37.01311° 서경 116.04519°   | 1,187 m (3,894 ft) – 245.06 m (804.0 ft) | 지하 수직갱, 무기 개발 |      | 2 kt        |                            | [ 7 ] [ 8 ] [ 9 ]                   |                             |
| 셸번                               | 1988년 5월 13일 15:35:00.108 | PST (–8 hrs) | NTS Area U2gf 북위 37° 07′ 28″ 서경 116° 04′ 23″ / 북위 37.12439° 서경 116.073°     | 1,268 m (4,160 ft) – 463 m (1,519 ft)    | 지하 수직갱, 무기 개발 |      | 16 kt       | 방출 감지, 22 Ci (810 GBq) | [ 4 ] [ 5 ] [ 6 ] [ 7 ] [ 8 ] [ 9 ] |                             |
| 라레도                             | 1988년 5월 21일 22:30:00.14  | PST (–8 hrs) | NTS Area U3mh 북위 37° 01′ 57″ 서경 115° 59′ 17″ / 북위 37.03245° 서경 115.98814°   | 1,220 m (4,000 ft) – 351.4 m (1,153 ft)  | 지하 수직갱, 무기 개발 |      | 3.5 kt      |                            | [ 7 ] [ 8 ] [ 9 ]                   |                             |
| 콤스톡                             | 1988년 6월 2일 13:00:00.088  | PST (–8 hrs) | NTS Area U20ay 북위 37° 15′ 36″ 서경 116° 26′ 31″ / 북위 37.26008° 서경 116.44197°  | 1,960 m (6,430 ft) – 620.3 m (2,035 ft)  | 지하 수직갱, 무기 개발 |      | 80 kt       | 방출 감지                  | [ 6 ] [ 7 ] [ 8 ] [ 9 ]             |                             |
| 나이팅게일 - 2 (with 라이올라이트) | 1988년 6월 22일 14:00:00.079 | PST (–8 hrs) | NTS Area U2ey 북위 37° 09′ 58″ 서경 116° 04′ 23″ / 북위 37.16611° 서경 116.07312°   | 1,309 m (4,295 ft) – 237.7 m (780 ft)    | 지하 수직갱, 안전 실험 |      | 150 kt 미만 |                            | [ 7 ] [ 8 ] [ 9 ]                   | 동시에 별도의 구멍.         |
| 라이올라이트 - 1 (with 나이팅게일) | 1988년 6월 22일 14:00:00.079 | PST (–8 hrs) | NTS Area U2ey 북위 37° 09′ 58″ 서경 116° 04′ 23″ / 북위 37.16611° 서경 116.07312°   | 1,309 m (4,295 ft) – 207.3 m (680 ft)    | 지하 수직갱, 무기 개발 |      | 150 kt 미만 |                            | [ 7 ] [ 8 ] [ 9 ]                   | 동시에 별도의 구멍.         |
| 알라모                             | 1988년 7월 7일 15:05:30.07   | PST (–8 hrs) | NTS Area U19au 북위 37° 15′ 09″ 서경 116° 22′ 39″ / 북위 37.25239° 서경 116.37756°  | 1,964 m (6,444 ft) – 622.1 m (2,041 ft)  | 지하 수직갱, 무기 개발 |      | 150 kt      |                            | [ 7 ] [ 8 ] [ 9 ]                   |                             |
| 키어사지                           | 1988년 8월 17일 17:00:00.095 | PST (–8 hrs) | NTS Area U19ax 북위 37° 17′ 50″ 서경 116° 18′ 27″ / 북위 37.2971° 서경 116.30742°   | 2,102 m (6,896 ft) – 615.7 m (2,020 ft)  | 지하 수직갱, 무기 개발 |      | 140 kt      |                            | [ 7 ] [ 8 ] [ 9 ]                   | 공동 검증 실험의 미국 부분. |
| 할링젠 - 1                         | 1988년 8월 23일 18:30:00.08  | PST (–8 hrs) | NTS Area U6g 북위 36° 59′ 28″ 서경 116° 01′ 08″ / 북위 36.99113° 서경 116.01887°    | 1,175 m (3,855 ft) – 289.6 m (950 ft)    | 지하 수직갱, 무기 개발 |      | 2 kt        |                            | [ 7 ] [ 8 ] [ 9 ]                   | 동시에 별도의 구멍.         |
| 할링젠 - 2                         | 1988년 8월 23일 18:30:00.08  | PST (–8 hrs) | NTS Area U6h 북위 36° 59′ 19″ 서경 116° 01′ 08″ / 북위 36.98868° 서경 116.01876°    | 1,175 m (3,855 ft) +                     | 지하 수직갱, 무기 개발 |      | 20 kt 미만  |                            | [ 7 ] [ 8 ] [ 9 ]                   | 동시에 별도의 구멍.         |
| 불프로그                           | 1988년 8월 30일 18:00:00.089 | PST (–8 hrs) | NTS Area U4au 북위 37° 05′ 09″ 서경 116° 04′ 09″ / 북위 37.08593° 서경 116.06925°   | 1,236 m (4,055 ft) – 489.2 m (1,605 ft)  | 지하 수직갱, 무기 개발 |      | 33 kt       | 방출 감지, 4 Ci (150 GBq)  | [ 4 ] [ 5 ] [ 6 ] [ 7 ] [ 8 ] [ 9 ] |                             |

1. ↑  폭탄 실험은 "연속적인 개별 폭발 사이의 시간 간격이 5초를 초과하지 않고, 모든 폭발 장치의 매설 지점을 연결하는 직선 구간이 각각 두 매설 지점을 연결하며 길이가 40킬로미터를 초과하지 않는" 두 개 이상의 폭발로 정의되는 일제 사격 실험일 수 있다.Mikhailov, V. N. “Catalog of World Wide Nuclear Testing”. Begell-Atom. 2014년 4월 26일에 원본 문서에서 보존된 문서.
2. ↑  미국, 프랑스, 영국은 실험 이벤트에 코드명을 부여했지만, 소련과 중국은 코드명을 부여하지 않고 대신 실험 번호만 사용했다(일부 예외 있음 – 소련의 평화적 폭발은 이름이 부여되었다). 고유 명사가 아닌 이상 괄호 안의 단어는 영어 번역이다. 숫자 뒤에 대시가 붙으면 일제 사격 이벤트의 구성원을 나타낸다. 미국은 때때로 이러한 일제 사격 실험에서 개별 폭발에 이름을 부여하기도 했는데, 이로 인해 "이름1 – 1(이름2 포함)"과 같은 결과가 나타난다. 실험이 취소되거나 중단된 경우, 날짜 및 위치와 같은 행 데이터는 알려진 의도된 계획을 공개한다.
3. ↑  UT 시간을 표준 현지 시간으로 변환하려면 괄호 안의 시간을 UT 시간에 더하고, 현지 서머타임의 경우 1시간을 추가한다. 결과가 00:00 이전이면 24시간을 더하고 날짜에서 1을 빼고, 24:00 이후이면 24시간을 빼고 날짜에 1을 더한다. 과거 시간대 데이터는 IANA 시간대 데이터베이스에서 가져왔다.
4. ↑  대략적인 지명과 위도/경도 참조; 로켓 탑재 실험의 경우, 알려진 경우 폭발 위치 이전에 발사 위치가 명시된다. 일부 위치는 매우 정확하고, 다른 위치(예: 공중 투하 및 우주 폭발)는 상당히 부정확할 수 있다. "~"는 해당 지역의 다른 실험과 공유되는 대략적인 형식적인 위치를 나타낸다.
5. ↑  표고는 해발면에 대한 폭발 지점 바로 아래의 지면 높이이고, 높이는 탑, 풍선, 수직갱, 터널, 공중 투하 또는 기타 장치에 의해 추가되거나 빼지는 추가 거리이다. 로켓 폭발의 경우 지면 높이는 "해당 없음"이다. 어떤 경우에는 높이가 절대 높이인지 지면에 대한 상대 높이인지 불분명하다(예: 플럼밥/존). 숫자나 단위가 없으면 값이 알 수 없음을 의미하고, "0"은 0을 의미한다. 이 열의 정렬은 표고와 높이를 합산한 값으로 이루어진다.
6. ↑  대기권, 공중 투하, 풍선, 총, 순항 미사일, 로켓, 지표면, 탑, 바지선은 모두 부분적 핵실험 금지 조약에 의해 금지된다. 밀폐된 수직갱과 터널은 지하이며, PTBT에 따라 여전히 유용했다. 의도적인 분화구 생성 실험은 경계선에 있었고, 조약 하에 발생했으며, 때때로 항의를 받았고, 실험이 평화적 사용으로 선언되면 일반적으로 간과되었다.
7. ↑  무기 개발, 무기 효과, 안전 실험, 운송 안전 실험, 전쟁, 과학, 공동 검증 및 산업/평화적 목적을 포함하며, 이는 더 세분화될 수 있다.
8. ↑  알려진 시험 품목에 대한 지정, "?"는 앞선 값에 대한 불확실성을 나타내며, 특정 장치에 대한 별명은 따옴표 안에 있다. 이 정보 범주는 종종 공식적으로 공개되지 않는다.
9. ↑  톤, 킬로톤, 메가톤 단위로 추정되는 에너지 수율. 1톤의 TNT 환산량은 4.184 기가줄(1 기가칼로리)로 정의된다.
10. ↑  알려진 경우, 즉시 중성자를 제외한 대기 중으로의 방사성 방출. 언급된 경우 측정된 종은 요오드-131뿐이며, 그렇지 않으면 모든 종이다. 항목이 없으면 알 수 없음을 의미하며, 지하일 경우 아마도 없거나, 그렇지 않으면 "모든" 종이며; 알려진 경우 현장 또는 현장 외부에서 측정되었는지 여부와 방출된 방사능 측정량을 나타낸다.